# Hexaplex erythrostomus
Hexaplex erythrostomus là một loài ốc biển, là động vật thân mềm chân bụng sống ở biển thuộc họ Muricidae, họ ốc gai.

## Miêu tả

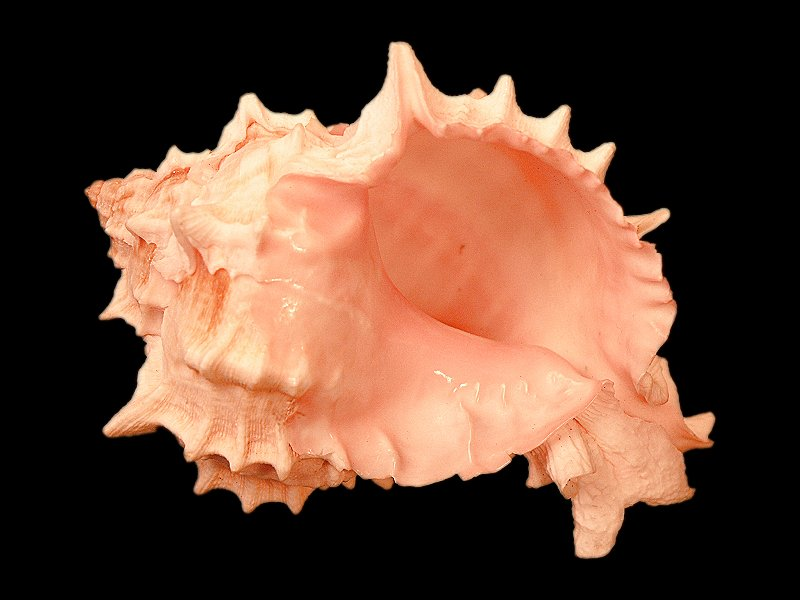
a shell of Chicoreus erythrostomus
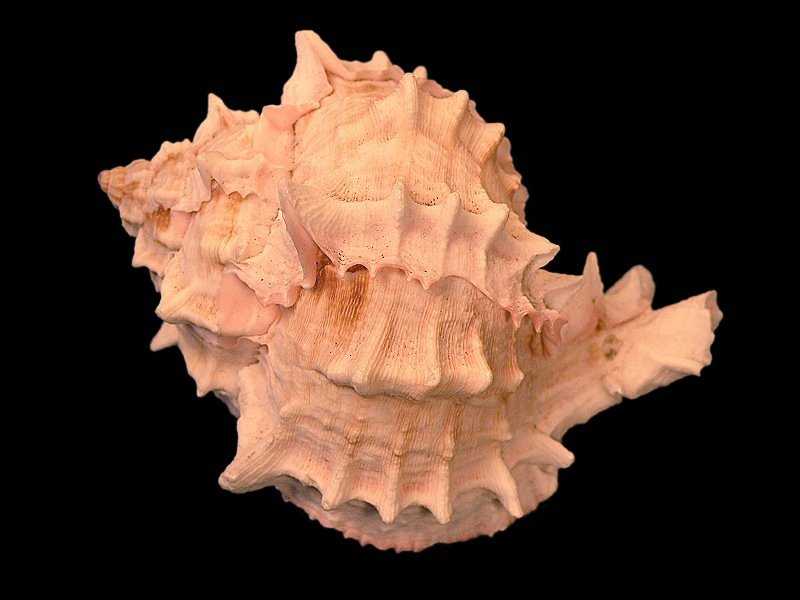
a shell of Chicoreus erythrostomus
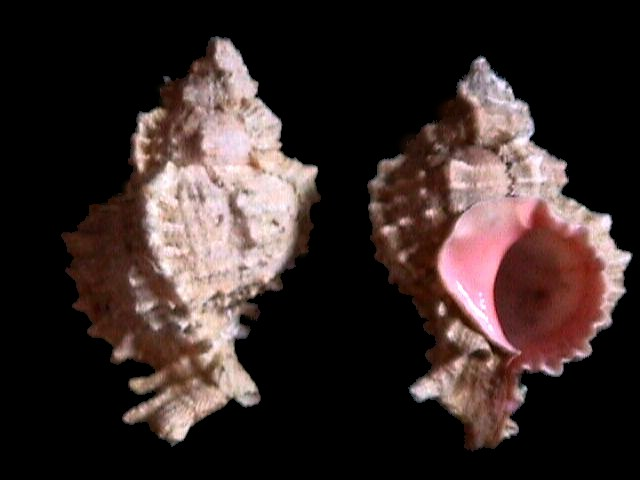